# 大阪カレッジネットワーク
大阪カレッジネットワーク（おおさかカレッジネットワーク）は、大阪私立短期大学協会が主催する、大阪府内に位置する私立短期大学の一部で構成されるコンソーシアムであった。

## 概要
「大阪私立短期大学単位互換制度」とも呼ばれ、学生が所属外の短期大学の授業に原則無料で、参加することができる履修サービスを2001年から2013年まで展開していた。

## 加盟校

### 大学
- 大阪成蹊大学
- 千里金蘭大学

### 短期大学
- 大阪青山短期大学
- 大阪キリスト教短期大学
- 大阪芸術大学短期大学部
- 大阪産業大学短期大学部
- 大阪城南女子短期大学
- 大阪女学院短期大学
- 大阪夕陽丘学園短期大学
- 大阪信愛女学院短期大学
- 大阪成蹊短期大学
- 大阪千代田短期大学
- 関西外国語大学短期大学部
- 堺女子短期大学
- 四条畷学園短期大学
- 樟蔭東女子短期大学
- 梅花女子大学短期大学部

## 旧加盟校

### 短期大学
- 相愛女子短期大学
- 羽衣学園短期大学
- 千里金蘭大学短期大学部